# Cyrtandra decurrens
Cyrtandra decurrens är en tvåhjärtbladig växtart som beskrevs av De Vriese. Cyrtandra decurrens ingår i släktet Cyrtandra och familjen Gesneriaceae.

## Underarter
Arten delas in i följande underarter:
- C. d. decurrens
- C. d. puncticulata